# Egilbert von Passau

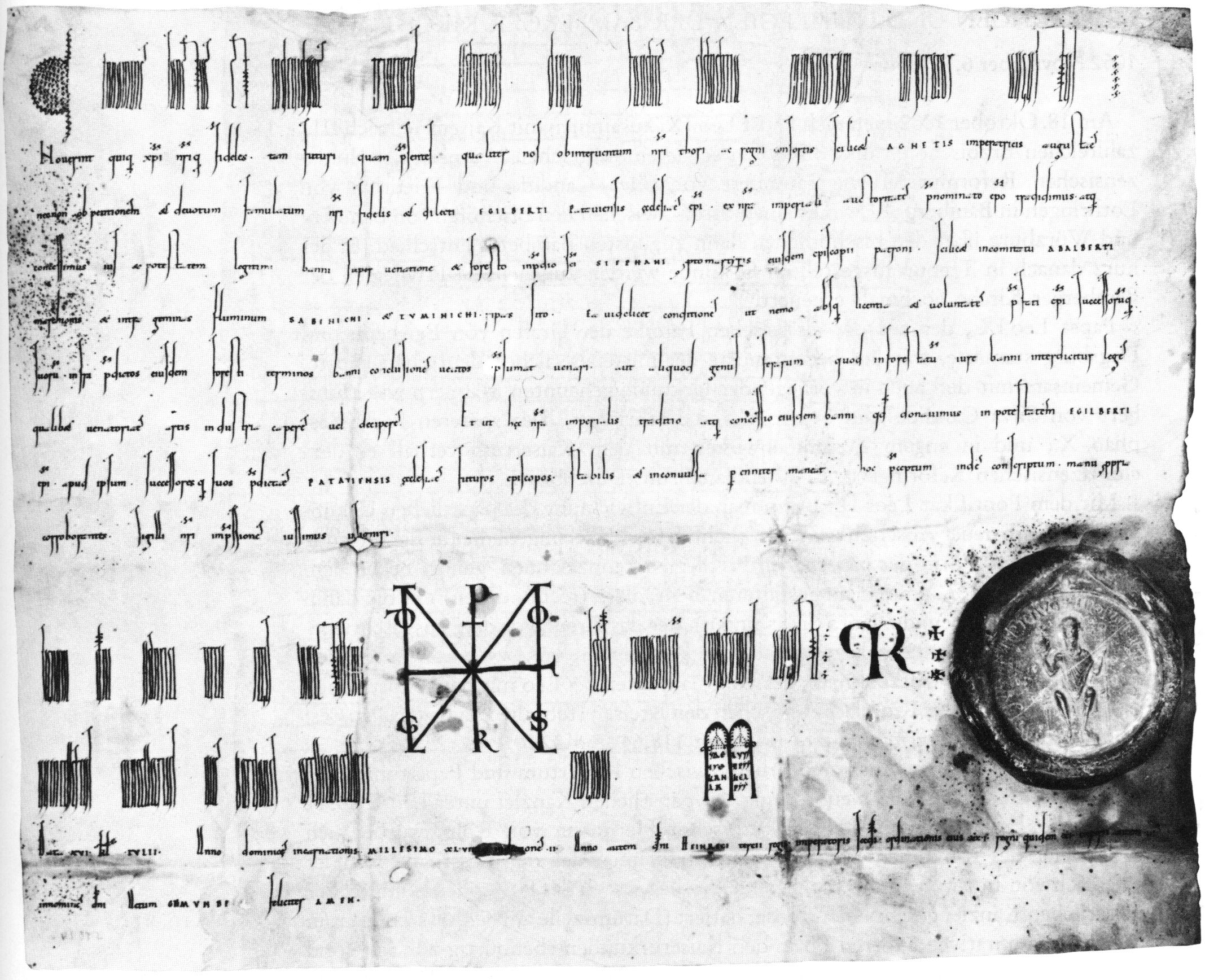
Urkunde Kaiser Heinrichs III. für Egilbert von Passau, ausgestellt am 16. Juni 1049. München, Bayerisches Hauptstaatsarchiv, Kaiserselekt 372

Egilbert (auch Engelbert; † 17. Mai 1065 in Passau) war von 1045 bis 1065 der 21. Bischof von Passau.
Egilbert stammte vermutlich aus dem rheinfränkischen Raum und war verwandt mit Gundekar II., Bischof von Eichstätt und mit Siegfried, Erzbischof von Mainz.
Er war zunächst Hofkaplan der Kaiserin Agnes. Nach seiner Erhebung zum Bischof von Passau rief er Kanoniker in das wiederhergestellte Kloster St. Florian. Die Agapituskapelle, die Kirchen von Ernstbrunn und von Korn und Traiskirchen wurden von ihm geweiht.
Im Jahr 1050 errichtete er die Stadtpfarrei St. Paul und weihte die neue Kirche. Am 15. August 1051 weilte Kaiser Heinrich III. auf seinem Feldzug gegen die Magyaren bei Bischof Egilbert und ein Jahr später kam der Kaiser zusammen mit Papst Leo IX. nach Passau. 1058 und 1063 weilte der spätere Kaiser Heinrich IV. in Passau.
Von Kaiser Heinrich III. erhielt er mehrere Besitzbestätigungen für Passauer Kirchen sowie den Wild- und Forstbann.
Die erste bezeugte Siegelurkunde eines Passauer Bischofs stammt von ihm vom 12. November 1046. Auch die früheste Passauer Münzprägung geht zurück auf seine Zeit.
Seine besondere Aufmerksamkeit galt der Hebung der klösterlichen Disziplin in seinem Bistum.